# Prix Mystère de la critique

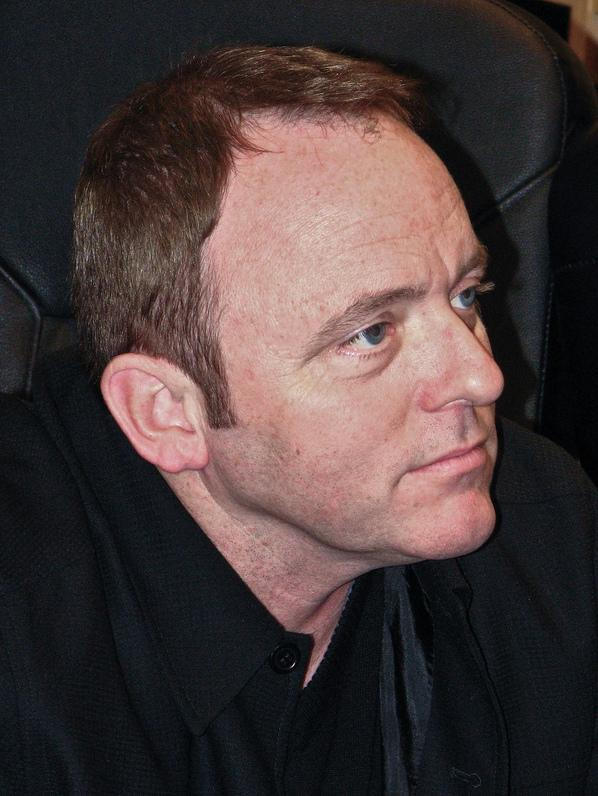
Der US-Amerikaner Dennis Lehane, Sieger des Prix Mystère de la critique 2003

Der Prix Mystère de la critique (deutsch: „Rätselpreis der Kritik“) ist ein französischer Literaturpreis, der 1972 von dem Literaturkritiker Georges Rieben ins Leben gerufen wurde. Grund für die Einführung der Auszeichnung, die alljährlich den besten französischen Kriminalroman und den besten ausländischen Kriminalroman in französischer Übersetzung prämiert, waren unter anderem die geringe Zahl an Literaturpreisen für Kriminalromane und die sinkenden Verkaufszahlen des Mystère Magazine. Der Verlag Opta, der den französischen Ableger des US-amerikanischen Ellery Queen’s Mystery Magazine verlegt, hatte Rieben gemeinsam mit dem Journalisten und späteren Filmregisseur Bernard Rapp die Leitung des Kriminalmagazins anvertraut. Der Preis ist jedoch, im Gegensatz etwa zum Prix du Quai des Orfèvres, nicht an ein Verlagshaus gebunden. Seit mehreren Jahren kümmert sich die Pariser Bibliothèque des Littératures policières um die Preisvergabe.
Die Sieger werden ähnlich wie beim renommierteren Grand prix de littérature policière von einer Jury bestehend aus Literaturkritikern ermittelt, die vorwiegend Kriminalromane rezensieren. Diese stellen jeweils ihre zehn favorisierten, im Vorjahr erschienenen Neuerscheinungen zur Diskussion. Unter den honorierten Autoren der letzten Jahrzehnte sind so bekannte Namen wie Eric Ambler, Didier Daeninckx, James Ellroy, Thomas Harris, Robert Ludlum, Henning Mankell oder Fred Vargas vertreten.
Betrug der Kreis der stimmberechtigten Jurymitglieder in der Anfangsphase circa zehn Personen (darunter so bekannte Kriminalschriftsteller wie das Autorenduo Pierre Boileau und Thomas Narcejac, Michel Lebrun oder später Maurice-Bernard Endrèbe, Begründer des Grand prix de littérature policière), ist er heute auf etwa zwanzig bis dreißig pro Jahr angewachsen.

## Preisträger

### National
Die Preisträger in der Kategorie National, die für den besten im Vorjahr erschienenen französischsprachigen Kriminalroman reserviert ist. Am erfolgreichsten in dieser Kategorie waren die Franzosen Alain Demouzon (1979 und 2001), Pascal Dessaint (1997 und 2008), Thierry Jonquet (1994 und 1999), Dominique Manotti (2002 und 2007), Jean-Hugues Oppel (1995 und 2006) und Fred Vargas (1996 und 2000) sowie Hervé Le Corre (2005 und 2010), die den Preis je zweimal gewinnen konnten. Vargas ist zugleich die erste weibliche Kriminalschriftstellerin, die mit der Auszeichnung bedacht wurde.
| Jahr | Preisträger                    | Romantitel                         | Deutscher Titel                   |
| ---- | ------------------------------ | ---------------------------------- | --------------------------------- |
| 1972 | Albert Simonin                 | Hotu soit qui mal y pense          |                                   |
| 1973 | Fred Kassak                    | Nocturne pour un assassin          |                                   |
| 1974 | Pierre Boileau Thomas Narcejac | Le Secret d'Eunerville             | Das Geheimnis von Eunerville      |
| 1975 | Raf Vallet                     | Adieu poulet                       | Adieu, Bulle                      |
| 1976 | Louis C. Thomas                | La place du mort                   | Vier Opfer und kein Mörder        |
| 1977 | A. D. G.                       | L'Otage est sans pitié             |                                   |
| 1977 | Georges-Jean Arnaud            | Enfantasme                         |                                   |
| 1978 | Michel Grisolia                | L'Inspecteur de la mer             |                                   |
| 1979 | Alain Demouzon                 | Mes crimes imparfaits              |                                   |
| 1980 | Jean Vautrin                   | Bloody Mary                        | Bloody Mary                       |
| 1981 | Jean-François Coatmeur         | La Bavure                          | Nur kein Skandal!                 |
| 1982 | Brice Pelman                   | Attention, les fauves              |                                   |
| 1983 | René Réouven                   | Elémentaire mon cher Holmes        |                                   |
| 1984 | Tito Topin                     | 55 de fièvre                       | Casablanca im Fieber              |
| 1985 | Pierre Magnan                  | La Maison assassinée               | Das ermordete Haus                |
| 1986 | Jean Amila                     | Au balcon d’Hiroshima              |                                   |
| 1987 | Didier Daeninckx               | Play-Back                          | Die Stimme der Bianca B.          |
| 1988 | Daniel Pennac                  | La Fée carabine                    | Wenn alte Damen schießen          |
| 1989 | Patrick Raynal                 | Fenêtre sur femmes                 |                                   |
| 1990 | Joseph Bialot                  | Un Violon pour Mozart              | Eine mörderische Drahtseiloper    |
| 1991 | Jacques Syreigeol              | Une mort dans le Djebel            |                                   |
| 1992 | Tonino Benacquista             | La Commedia des ratés              | Itakerblues                       |
| 1993 | Jean-Bernard Pouy              | La Belle de Fontenay               | Die Schöne von Fontenay           |
| 1994 | Thierry Jonquet                | Les Orpailleurs                    | Die Goldgräber                    |
| 1995 | Jean-Hugues Oppel              | Brocéliande sur Marne              |                                   |
| 1996 | Fred Vargas                    | Debout les morts                   | Die schöne Diva von Saint-Jacques |
| 1997 | Pascal Dessaint                | Bouche d’ombre                     |                                   |
| 1998 | Hugues Pagan                   | Dernière station avant l'autoroute |                                   |
| 1999 | Thierry Jonquet                | Moloch                             |                                   |
| 2000 | Fred Vargas                    | L'Homme à l’envers                 | Bei Einbruch der Nacht            |
| 2001 | Alain Demouzon                 | La Promesse de Melchior            | Der ungeklärte Mord               |
| 2002 | Dominique Manotti              | Nos fantastiques années fric       |                                   |
| 2003 | Claude Amoz                    | Bois-Brûlé                         |                                   |
| 2004 | Michèle Rozenfarb              | L’Homme ensorcelé                  |                                   |
| 2005 | Hervé Le Corre                 | L’Homme aux lèvres de saphir       |                                   |
| 2006 | Jean-Hugues Oppel              | French Tabloïds                    |                                   |
| 2007 | Dominique Manotti              | Lorraine connexion                 | Letzte Schicht                    |
| 2008 | Pascal Dessaint                | Cruelles natures                   |                                   |
| 2009 | Caryl Férey                    | Zulu                               | Zulu                              |
| 2010 | Hervé Le Corre                 | Les Coeurs déchiquetés             |                                   |
| 2011 | Marin Ledun                    | La Guerre des vanités              |                                   |
| 2012 | Marcus Malte                   | Les Harmoniques                    |                                   |
| 2013 | Olivier Truc                   | Le Dernier lapon                   |                                   |
| 2014 | Romain Slocombe                | Première Station avant l’abattoir  |                                   |
| 2015 | Nicolas Mathieu                | Aux animaux la guerre              |                                   |
| 2016 | DOA                            | Pukhtu : Primo                     |                                   |
| 2017 | Cloé Mehdi                     | Rien ne se perd                    | Nichts ist verloren               |
| 2018 | Franz Bartelt                  | Hôtel du Grand Cerf                |                                   |
| 2019 | Patrick Pécherot               | Hével                              |                                   |

### International
Die Preisträger in der Kategorie International, die für den besten im Vorjahr erschienenen ausländischen Kriminalroman in französischer Übersetzung reserviert ist. Am erfolgreichsten in dieser Kategorie waren die US-Amerikaner Donald E. Westlake (1972 und 2001), Robin Cook (1984 und 1995), William Bayer (1986 und 2005) und James Lee Burke (1992 und 2009), die den Preis je zweimal gewinnen konnten. Während der Sieg einer Kriminalschriftstellerin bisher ausblieb, war als einziger deutschsprachiger Kriminalschriftsteller Horst Bosetzky erfolgreich. 1988 triumphierte er mit seinem unter dem Pseudonym -ky verfassten Roman Kein Reihenhaus für Robin Hood, der im Jahr zuvor unter dem Titel Robin des bois est mort im Bordeauxer Verlag Le Mascaret erschienen war.
| Jahr       | Preisträger                | Romantitel (Originaltitel)                                           | Deutscher Titel                            |
| ---------- | -------------------------- | -------------------------------------------------------------------- | ------------------------------------------ |
| 1972       | Donald E. Westlake         | Pierre qui brûle (The hot rock)                                      | Finger weg vom heissen Eis                 |
| 1973– 1975 | Preis nicht vergeben       | Preis nicht vergeben                                                 | Preis nicht vergeben                       |
| 1976       | Andrew Garve               | Le Scandale Lester (The File on Lester)                              | Das Lester-Dossier                         |
| 1977– 1978 | Preis nicht vergeben       | Preis nicht vergeben                                                 | Preis nicht vergeben                       |
| 1979       | Eric Ambler                | Les Trafiquants d'armes (Passage of arms)                            | Waffenschmuggel                            |
| 1980       | Jack Vance                 | Méchant garçon (Bad Ronald)                                          |                                            |
| 1981       | Malcolm Braly              | La Rue devient folle (The Protector)                                 |                                            |
| 1982       | Robert Ludlum              | La Mémoire dans la peau (The Bourne identity)                        | Der Borowski-Betrug / Die Bourne-Identität |
| 1983       | James MacLendon            | La Cavale d'Eddie Macon (Eddie Macon's run)                          | Der Bluthund                               |
| 1984       | Robin Cook                 | On ne meurt que deux fois (He died with his eyes open)               |                                            |
| 1985       | William P. McGivern        | La Nuit de l'égorgeur (Night of the juggler)                         | Dunkle Nächte                              |
| 1986       | William Bayer              | Une Tête pour une autre (Switch)                                     | Tödlicher Tausch                           |
| 1987       | Tom Topor                  | L'Orchestre des ombres (Coda)                                        |                                            |
| 1988       | Horst Bosetzky             | Robin des bois est mort (Kein Reihenhaus für Robin Hood)             | Kein Reihenhaus für Robin Hood             |
| 1989       | James Crumley              | Fausse Piste (The wrong case)                                        | Schöne Frauen lügen nicht                  |
| 1990       | James Ellroy               | Le Grand nulle part (The Big nowhere)                                | Blutschatten                               |
| 1991       | Thomas Harris              | Le Silence des agneaux (The silence of the lambs)                    | Das Schweigen der Lämmer                   |
| 1992       | James Lee Burke            | Black cherry blues (Black cherry blues)                              | Black cherry blues                         |
| 1993       | Francisco González Ledesma | La dame de Cachemire (La dama de Cachemira)                          |                                            |
| 1994       | Philip Kerr                | L'été de cristal (March violets)                                     | Feuer in Berlin                            |
| 1995       | Robin Cook                 | Quand se lève le brouillard rouge (Not till the red fog rises)       | Roter Nebel                                |
| 1996       | Caleb Carr                 | L'Aliéniste (The alienist)                                           | Die Einkreisung                            |
| 1997       | Robert Harris              | Enigma (Enigma)                                                      | Enigma                                     |
| 1998       | Michael Connelly           | Le Poète (The Poet)                                                  | Der Poet                                   |
| 1999       | Andrea Camilleri           | La Forme de l'eau (La forma dell'acqua)                              | Die Form des Wassers                       |
| 2000       | Henning Mankell            | Le Guerrier Solitaire (Villospår)                                    | Die falsche Fährte                         |
| 2001       | Donald E. Westlake         | Le Contrat (The hook)                                                |                                            |
| 2002       | Boris Akunin               | Azazel (Азазель / Asasel)                                            | Fandorin                                   |
| 2003       | Dennis Lehane              | Mystic River (Mystic River)                                          | Spur der Wölfe / Mystic River              |
| 2004       | Deon Meyer                 | Les soldats de l'aube (Orion)                                        | Tod vor Morgengrauen                       |
| 2005       | William Bayer              | Le Rêve des chevaux brisés (The dream of the broken horses)          |                                            |
| 2006       | Arnaldur Indriðason        | La Cité des jarres (Mýrin)                                           | Nordermoor                                 |
| 2007       | Francisco González Ledesma | Cinq femmes et demie (Cinco mujeres y media)                         |                                            |
| 2008       | Daniel Woodrell            | Un hiver de glace (Winter’s bone)                                    | Winters Knochen                            |
| 2009       | James Lee Burke            | Dernier tramway pour les Champs-Elysées (Last car to Elysian Fields) |                                            |
| 2010       | Jack O’Connell             | Dans les limbes (The Resurrectionist)                                |                                            |
| 2011       | William Gay                | La Mort au crépuscule (Twilight)                                     | Nächtliche Vorkommnisse                    |
| 2012       | Stuart Neville             | Les Fantômes de Belfast (The ghosts of Belfast)                      | Die Schatten von Belfast                   |
| 2013       | Donald Ray Pollock         | Le Diable tout le temps (The devil all the time)                     | Das Handwerk des Teufels                   |
| 2014       | Emily St. John Mandel      | On ne joue pas avec la mort (The Singer's Gun)                       |                                            |
| 2015       | Shannon Burke              | 911 (Black Flies)                                                    |                                            |
| 2016       | Jake Hinkson               | L’Enfer de Church Street (Hell on Church Street)                     |                                            |
| 2017       | Don Winslow                | Cartel (The Cartel)                                                  | Das Kartell                                |
| 2018       | Colin O’Sullivan           | Killarney Blues (Killarney Blues)                                    |                                            |
| 2019       | Gabriel Tallent            | My Absolute Darling (My Absolute Darling)                            | Mein Ein und Alles                         |